# Sistemes de comunicació en vehicles

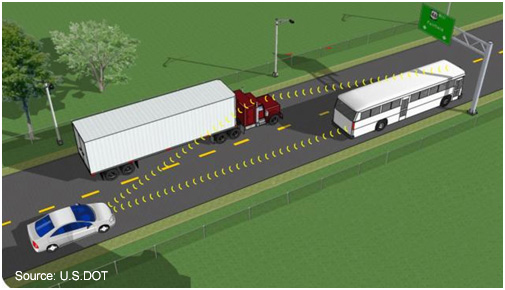
La comunicació V2V d'imatge ITS a les autopistes ajudarà a prevenir accidents.

Els sistemes de comunicació en vehicles són xarxes d'ordinadors en què els vehicles i les unitats de la carretera són els nodes de comunicació, que es proporcionen entre si informació, com ara avisos de seguretat i informació de trànsit. Poden ser eficaços per evitar accidents i congestió del trànsit. Tots dos tipus de nodes són dispositius dedicats de comunicacions de curt abast (DSRC). DSRC funciona a la versió 5.9 Banda GHz amb amplada de banda de 75 MHz i abast aproximat de 300 metres (980 ft). Les comunicacions de vehicles solen desenvolupar-se com a part dels sistemes de transport intel·ligents (ITS).
Els inicis de les comunicacions vehiculars es remunten als anys setanta. Es va començar a treballar en projectes com el Sistema electrònic de guia de ruta (ERGS) i el CACS als Estats Units i el Japó respectivament. Mentre que el terme Comunicacions entre vehicles (IVC) va començar a circular a principis dels anys vuitanta. Abans de començar les activitats d'estandardització es van utilitzar diversos mitjans, com ara làsers, infrarojos i ones de ràdio.
Moltes organitzacions i agències governamentals s'ocupen d'emetre estàndards i regulacions per a la comunicació de vehicles (ASTM, IEEE, ETSI, SAE, 3GPP, ARIB, TTC, TTA, CCSA, ITU, 5GAA, ITS America, ERTICO, ITS Asia-Pacific). 3GPP està treballant en estàndards i especificacions per a comunicacions V2X basades en mòbils, mentre que IEEE treballa a través del grup d'estudi Next Generation V2X (NGV) en l'emissió de l'estàndard 802.11bd.
La principal motivació dels sistemes de comunicació de vehicles és la seguretat i l'eliminació del cost excessiu dels xocs de trànsit. Segons l'Organització Mundial de la Salut (OMS), els accidents de trànsit causen anualment aproximadament 1,2 milions de morts a tot el món; una quarta part de totes les morts per ferides. També uns 50 milions de persones resulten ferides en accidents de trànsit. Si no es prenen mesures preventives, és probable que la mort a la carretera esdevingui la tercera causa de mort el 2020, des del novè lloc el 1990.
Els espectres reservats per a comunicacions V2V en alguns llocs són els següents:
| Localització | Espectres                    |
| ------------ | ---------------------------- |
| EUA          | 5.855-5.905 GHz              |
| Europa       | 5.855-5.925 GHz              |
| Japó         | 5.770-5.850 GHz; 715-725 MHz |
| Austràlia    | 5.855-5.925 GHz              |